# فريدريك كيس
فريدريك كيس (بالإنجليزية: Frederick Kees)‏ هو مهندس معماري أمريكي، ولد في 9 أبريل 1852 في بالتيمور في الولايات المتحدة، وتوفي في 16 مارس 1927.